# Cerâmica Haji

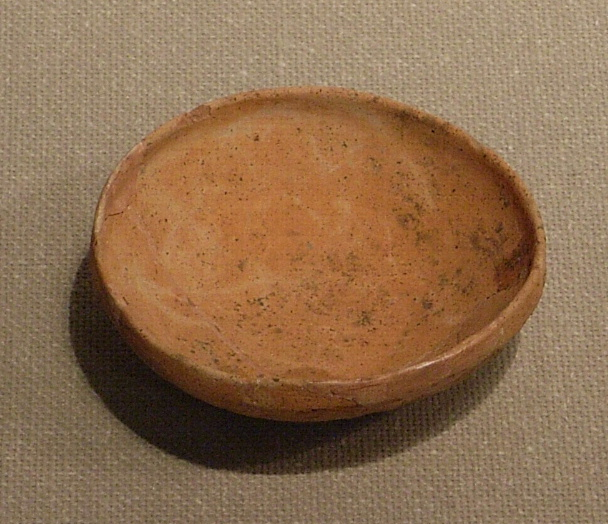
Prato de cerâmica Haji, sítio de Kōriyama

A cerâmica Haji (土師器 Hajiki) é um tipo de cerâmica plana, não esmaltada, de argila castanho avermelhado ou a cerãmica que foi produzida durante os períodos Kofun, Período Nara e Heian da história japonesa. Era usada para fins rituais e utilitários e muitos exemplarem foram encontrados em túmulos japoneses, onde servindo ainda como base da datação de sítios arqueológicos.

## História
A cerâmica Haji evoluiu no século IV (durante o período Kofun) a partir da cerâmica Yayoi do período anterior. As decorações ornamentadas da cerâmica Yayoi foram substituídas por um estilo simples e sem decorações, as formas começaram a se tornar padronizadas. Foram produzidas grandes quantidades desta cerâmica por oficinas de artesanato dedicado no que mais tarde se tornara as províncias de Yamato e Kawachi se espalhando a partir de lá para todo o oeste do Japão, atingindo eventualmente as províncias orientais. Algumas cerâmicas Haji foram encontradas nas enormes tumbas dos imperadores japoneses. No final do século V, a cerâmica Haji já imitavam as formas da cerâmica Sue.
No período Nara, Haji ware foi muitas vezes polido e fumado-escurecido por ser disparado em uma atmosfera de redução de oxigênio, mas em baixas temperaturas. Este sub-estilo é conhecido como kokushoku-doki.
Durante uma pesquisa de arqueologia submarina de 2007 em Ojikajima pelo Instituto Asiático de Pesquisas de Arqueologia Subaquática, exemplos de cerâmicas chinesas e Haji foram recuperadas.

## Características
As cerâmicas Haji são tipicamente de cor ferrugem-vermelha, feitas a partir de barro ou argila, são confeccionada em anéis ou bobinas, ao invés de serem rodadas em uma roda de oleiro. O exterior e geralmente as superfícies interiores foram acabadas por raspagem suaves com um pedaço de madeira. As peças foram cozidas em temperaturas abaixo de 1000 graus C em fogos de superfície ou fogos de oxidação em vez de fornos de cerâmica.
A maioria das peças Haji não são decoradas e têm emendas largas. No entanto, objetos rituais e funerários também foram feitos sob a forma de casas, barcos, animais, mulheres, caçadores, músicos e guerreiros, que muitas vezes eram colocados dentro de túmulos.